# Planicoxa
Planicoxa ("plochá kyčel") byl rod býložravého ornitopodního dinosaura, který žil v období spodní křídy (geologický věk apt až alb, asi před 129 až 125 miliony let).

## Objev a popis
Fosilní pozůstatky tohoto dinosaura byly objeveny v Utahu (USA). Tento bazální (vývojově primitivní) iguanodont byl součástí fauny ekosystémů souvrství Cedar Mountain. Formálně jej popsali Tony DiCroce a Kenneth Carpenter v roce 2001. Predátorem tohoto ornitopoda mohl být také obří dromeosaurid rodu Utahraptor.

## Další druh
Původně byl jako Camptosaurus depressus popsán již v roce 1909 paleontologem Charlesem W. Gilmorem. V roce 2008 přiřadili fosilní materiál ze souvrství Lakota paleontologové Carpenter a Wilson rodu Planicoxa (jako nový druh P. depressa). V roce 2011 však dostal tento ornitopod vlastní rodové jméno Osmakasaurus.

## Rozměry
Podle paleontologa Thomase R. Holtze, Jr. měl tento rod velmi širokou pánevní oblast a byl robustně stavěný. Podle Gregoryho S. Paula šlo o menší druh, dosahující délky pouze asi 4,5 metru a hmotnosti kolem 450 kilogramů.